# Cedr himalajski
Cedr himalajski (Cedrus deodara) – gatunek drzewa z rodziny sosnowatych (Pinaceae). 

## Rozmieszczenie geograficzne
Rośnie dziko w cieplejszych, górzystych i zalesionych obszarach Afganistanu, Nepalu, Chin, Indii i Pakistanu, sięgając do wysokości 2500 m n.p.m. Pierwotny zasięg występowania tego gatunku obecnie znacznie zmniejszył się wskutek wyrębu drzew.

## Morfologia

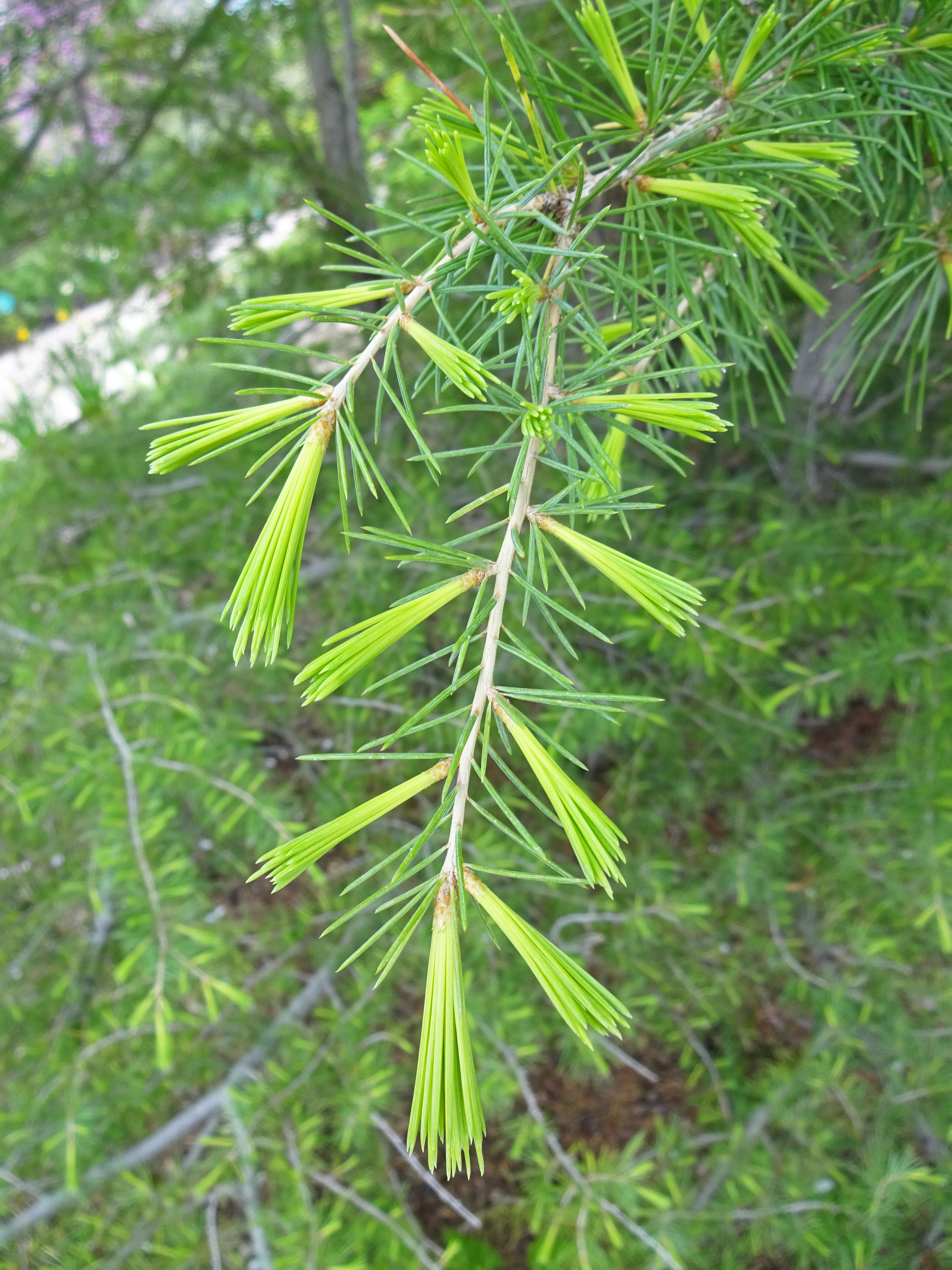
Pęd z liśćmi

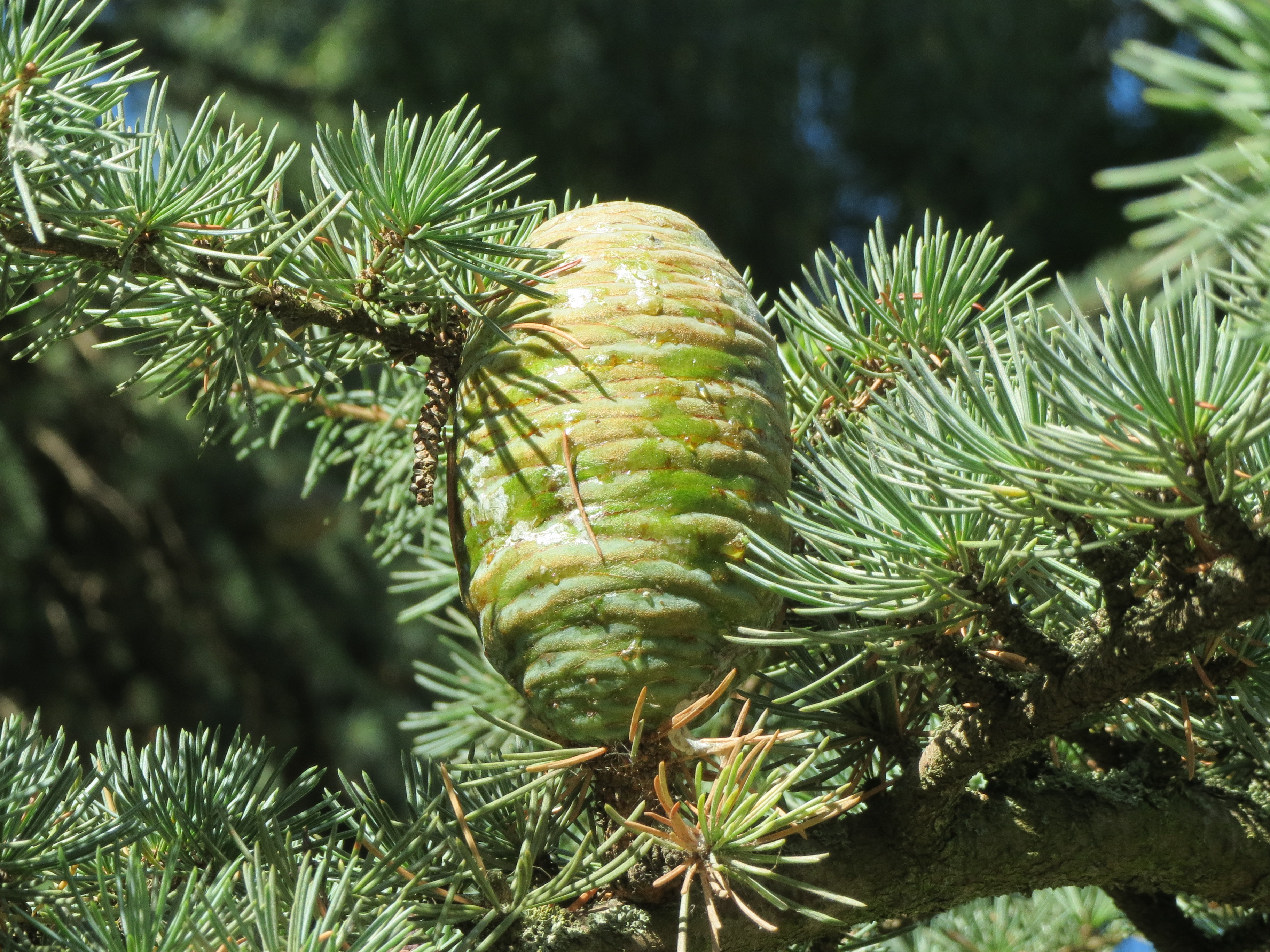
Szyszka

PokrójDuże drzewo o stożkowatej koronie, ze zwisającym wierzchołkiem. W swojej ojczyźnie osiąga wysokość do 50 m, uprawiany w Polsce jest znacznie niższy (20-25 m). Ma szerokostożkowatą koronę i wyraźnie zwieszony pęd wierzchołkowy, gałęzie również zwieszają się.
LiścieIgły długości 3–5 cm, bardzo miękkie, niebieskozielone. Na długopędach wyrastają skrętolegle, na krótkopędach zebrane są w pęczki po 25–30 sztuk. Mają długość ok. 3,5 cm
KwiatyKwiaty żeńskie szyszkowate, kwiaty męskie zebrane w wyprostowane kłosy.
SzyszkiCylindryczne, długości 8–12 cm z jajowato zakończonym wierzchołkiem. Młode są pokryte niebieskawym nalotem, potem zmieniają kolor na czerwonobrązowy.

## Odmiany uprawne
Ten cedr posiada kilka bardzo ładnych odmian, które tak samo jak forma dzika mogą być uprawiane w ogrodach:
- 'Aurea' – odmiana ogrodowa o złocistym wybarwieniu igieł, wyselekcjonowana z cedru himalajskiego. Bardziej wrażliwa na mrozy, więc wymaga miejsca zacisznego. Jest najczęściej uprawiana[8]
- 'Karl Fuchs' – odmiana znacznie bardziej odporna na mróz niż gatunek dziki. Igły są szaroniebieskie. Polecany do mniejszych ogrodów, gdyż po 15 latach osiąga tylko 5 m wysokości.
- 'Golden Horizon' – mały iglak mający tylko 5 m wysokości. Jego młode igły są jasnożółte. W zimniejszych rejonach Polski zawodzi w uprawie. Polecany tylko do najcieplejszych części zachodniej Polski.

## Zastosowanie
- Nadal dostarcza cennego drewna
- Chętnie sadzony w parkach i ogrodach jako drzewo ozdobne.

## Uprawa
W Polsce nie jest w pełni mrozoodporny (strefy mrozoodporności 7-10). W pierwszych latach uprawy wymaga okrycia na zimę. Starsze okazy radzą sobie dobrze z naszymi zimami. Może być sadzony na glebie wapiennej.